# Conquista ottomana della Bosnia ed Erzegovina
La conquista ottomana della Bosnia ed Erzegovina fu un processo iniziato all'incirca nel 1386, quando ebbero luogo i primi attacchi ottomani al Regno di Bosnia. Nel 1451, più di 65 anni dopo i suoi attacchi iniziali, l'Impero ottomano istituì ufficialmente la Bosansko Krajište (Frontiera bosniaca), un'unità amministrativa militare provvisoria di confine, in alcune parti della Bosnia ed Erzegovina. Nel 1463 il Regno cadde in mano agli ottomani e il territorio passò sotto il loro fermo controllo. L'Erzegovina cadde gradualmente sotto gli ottomani nel 1482. Ci volle un altro secolo prima che le parti occidentali dell'odierna Bosnia soccombessero agli attacchi ottomani, che terminarono infine con la conquista di Bihać nel 1592.

## Origini ed etimologia
L'intero territorio che oggi è conosciuto come Bosnia ed Erzegovina non fu conquistato dall'Impero ottomano in una sola volta e in una sola battaglia ma in diversi decenni. Le unità militari dell'Impero ottomano fecero molte incursioni nei principati feudali nei Balcani occidentali alla fine del XIV secolo, alcune delle quali nel territorio dell'odierna Bosnia ed Erzegovina, molto prima della conquista del Regno bosniaco. Le prime incursioni ottomane guidate da Timurtash Pascià avvennero nelle parti orientali della Bosnia nel 1384. La battaglia di Bileća nel 1388 fu la prima battaglia dell'esercito ottomano sul territorio dell'odierna Bosnia ed Erzegovina. Gli ottomani vinsero presto importanti vittorie contro i feudatari regionali nella battaglia della Marizza (1371) e nella battaglia del Kosovo (1389).
Nel 1392, gli ottomani fondarono la Skopsko Krajište in seguito alla conquista di Skopje, la capitale dell'Impero serbo tra il 1346 e il 1371; il termine krajište (крајиште) definiva originariamente un'unità amministrativa dell'Impero serbo o del Despotato al fine di designare le regioni di confine in cui l'imperatore o il despota non avevano stabilito un controllo solido e fermo a causa delle incursioni delle province vicine ostili. I territori militarizzati che avrebbero poi ricevuto il nome Bosansko Krajište (lett. Frontiera bosniaca) erano pertanto governati dalla stessa amministrazione ottomana, con sede a Skopje.

## Guerra con il regno bosniaco
Dopo la morte del re Tvrtko I nel 1391, il regno bosniaco cadde in declino. Negli anni 1410, i nobili locali Hrvoje Vukčić della casata dei Hrvatinić, Sandalj Hranić della casata dei Kosača e Pavle Radenović della casata dei Pavlović dominavano vaste aree di territorio un tempo controllate da Tvrtko, e controllavano con successo il Regno allineandosi con rami concorrenti della casata dei Kotromanić. Nel 1413, si intensificò un conflitto tra Hrvoje e Sandalj mentre quest'ultimo aiutava Stefan Lazarević a combattere gli ottomani in Serbia; successivamente, Hrvoje si alleò con gli ottomani, che invasero la Bosnia nel maggio 1414, provocando una successiva invasione da parte delle truppe del Regno d'Ungheria. In una grande battaglia nell'agosto 1415 che ebbe luogo vicino Doboj o nella valle di Lašva, gli ottomani ottennero una grande vittoria, sconvolgendo gli equilibri di potere nella regione.
La prima presenza permanente degli eserciti ottomani in Bosnia fu stabilita nel 1414, dopo la conquista della regione nei pressi di Donji Vakuf. Nel periodo compreso tra il 1414 e il 1418, l'Impero ottomano conquistò Foča, Pljevlja, Čajniče e Nevesinje. Nello stesso anno furono conquistate anche Višegrad e Sokol.
Nel 1415 Sandalj Hranić, che controllava l'odierna Erzegovina orientale, divenne vassallo ottomano.
Isa-Beg Isaković organizzò nel 1455 uno dei primi censimenti ottomani nel territorio dei Balcani occidentali.
Entro la fine di questo periodo, nel 1460, il territorio del Regno di Bosnia si ridusse notevolmente, con l'Impero ottomano che controllava l'intera Bosnia orientale di oggi, fino a Šamac, e le Herceg Stjepan sotto il controllo di tutta l'odierna Erzegovina fino a Glamoč a nord.

## Sangiaccati
La conquista ottomana del Regno di Bosnia terminò nel 1463 con la morte del re Stjepan Tomašević. Poco dopo seguì l'assedio di Jajce, in cui il Regno d'Ungheria riconquistò la fortezza di Jajce. Quella vittoria fu salutata alla corte di Mattia Corvino come una restaurazione del Regno di Bosnia sotto la sovranità ungherese dell'epoca. Successivamente gli ungheresi formarono il Banato di Jajce.
Lo stesso anno, il Krajište Bosniaco fu trasformato in Sangiaccato di Bosnia e Isa-Beg Isaković fu il suo primo sanjakbey.
Dopo aver preso il Regno di Bosnia nel 1463, Mahmud Pascià invase anche l'Erzegovina e assediò Blagaj; successivamente Herceg Stjepan concesse una tregua che richiedeva la cessione all'Impero di tutte le sue terre a nord di Blagaj.
Il territorio ottomano in Bosnia continuò ad espandersi in sangiaccati di nuova costituzione: nel 1470 si formò il Sangiaccato di Erzegovina, subordinato al beglerbey di Rumelia come il sangiaccato di Bosnia. Nel 1480 si formò il Sangiaccato di Zvornik, ma subordinato al beglerbey di Budim.
Anche se il regno bosniaco cadde, vi furono diverse fortezze che resistettero molto più a lungo: l'ultima roccaforte in Erzegovina cadde nel 1481. La Casata di Kosača mantenne il Ducato di San Sava come stato vassallo ottomano fino al 1482.
Nel 1481, dopo la morte di Maometto II, Mattia Corvino invase nuovamente la Bosnia, raggiungendo Vrhbosna (Sarajevo), ma tutte queste conquiste furono annullate nel giro di un anno.
Negli anni '30 del Cinquecento, il Regno d'Ungheria riuscì a mantenere il controllo dei forti sulla riva sud del Sava e Jajce. La fortezza di Jajce fu infine presa dagli ottomani nel 1527. La Casata di Berislavić controllava la regione di Usora nel nord fino alla sua caduta negli anni '30 del Cinquecento.
Parti della Bosnia sudoccidentale furono suddivise nel Sangiaccato di Klis formato nel 1537, e subordinato all'Eyalet di Rumelia.

## Conseguenze
L'Eyalet della Bosnia fu fondato nel 1580.
Fu solo nel 1592 e con la caduta di Bihać che le frontiere più occidentali raggiunsero il moderno stato bosniaco e l'attuale confine occidentale della Bosnia. Successivamente, il territorio dell'odierna Bosnia ed Erzegovina rimase sotto il dominio ottomano in gran parte indisturbato fino al 1689 e alla grande guerra turca.